# Tobias Fagerström
Tobias Allan Diego Fagerström, född 12 juli 2000, är en finlandssvensk professionell fotbollsspelare som spelar som anfallare för Atlas Delmenhorst i Oberliga Niedersachsen.

## Klubbkarriär
Fagerström spelade i ungdomssektorn Bollklubben-46 (BK-46) i Karis.
2016 skrev Fagerström på för Hamburger SV för en avgift på 100 000 €.
Efter att ha tillbringat sex år i Tyskland med HSV-organisationen och Teutonia Ottensen, återvände Fagerström till Finland i juli 2022 och skrev på med Veikkausliiga-klubben FC Inter Turku.
I december 2022 skrev Fagerström på med Ekenäs IF (EIF) i andra klassen Ettan. I slutet av säsongen 2023 vann EIF en uppflyttning till Veikkausliiga för andra gången i klubbens hela historia. I november 2023 förlängdes hans avtal med EIF.
I augusti 2024 återvände Fagerström till Tyskland och skrev återigen på för Atlas Delmenhorst i Oberliga Niedersachsen.